# Karsten Lucke
Karsten Lucke (* 29. Dezember 1974 in Kiel) ist ein deutscher Politiker (SPD). Von 2022 bis 2024 war er Abgeordneter im Europäischen Parlament.

## Leben
Lucke wuchs im Kieler Stadtteil Friedrichsort auf und absolvierte an der Integrierten Gesamtschule Friedrichsort sein Abitur. Anschließend studierte er von 1995 bis 2002 Politikwissenschaft, Mittlere und Neuere Geschichte und Soziologie an der Christian-Albrechts-Universität zu Kiel. Das Studium schloss er mit dem Magister Artium ab. Daraufhin absolvierte er eine Management-Trainee-Zusatzqualifizierung, unter anderem in der Staatskanzlei des Landes Schleswig-Holstein. Von 2004 bis 2022 war er in verschiedenen Funktionen im Europa-Haus Marienberg tätig.
Lucke ist verheiratet und hat zwei Töchter.

## Politik
Lucke ist seit 1995 Mitglied der SPD. Seit 2014 ist er Ortsbürgermeister von Lautzenbrücken im Westerwaldkreis. 2019 wurde er mit 94 Prozent der Stimmen in diesem Amt wiedergewählt. Seit 2017 ist er Erster Beigeordneter der Verbandsgemeinde Bad Marienberg.
Lucke kandidierte bei der Europawahl 2019 für seine Partei, verfehlte jedoch zunächst den Einzug ins Europaparlament. Er rückte am 11. Januar 2022 für Norbert Neuser, der sein Mandat aus Altersgründen niedergelegt hatte, ins Europaparlament nach. 
Lucke ist Spitzenkandidat der SPD Rheinland-Pfalz für die Europawahl 2024. Er hatte sich auf dem Landesparteitag am 4. November 2023 in einer Kampfabstimmung gegen den vom Landesvorstand unterstützten Daniel Stich knapp durchgesetzt. Gleichzeitig kandidiert er auf Platz 20 der Europawahlliste der SPD. Bei der Europawahl am 9. Juni 2024 verpasste er den Wiedereinzug ins Parlament. Bei der Wahl zum Bürgermeister der Verbandsgemeinde Bad Marienberg am 6. Mai 2025 kandidiert er als Kandidat von SPD und Bündnis 90/Die Grünen.

## Mitgliedschaften
- Verband Christlicher Pfadfinderinnen und Pfadfinder
- Europa-Union Deutschland
- Europahaus Marienberg
- Europahaus Marburg-Biedenkopf